# Єврейський музей "Галіція" у Кракові
Єврейський музей "Галіція" - музей, заснований у Кракові на вулиці Дайвор, 18 британським фотографом Крісом Шварцем . Офіційне відкриття відбулося 27 червня 2004 року. Він розташований у відреставрованій будівлі колишньої єврейської меблевої фабрики. Займає 920 м² площі.
Музей представляє виставку «Сліди пам’яті», яка є фотографічною даниною неіснуючому світу та визнанням спадщини понад 800 років єврейської культури в Польщі . Виставка складається зі 140 широкоформатних кольорових світлин, зроблених Шварцем у містах і селах Галичини.
У музеї є книгарня, де представлені книги польською, англійською, німецькою та французькою мовами про єврейське життя, культуру, ідентичність, літературу, а також кафе.
У музеї працює понад 20 осіб, у т.ч у відділах освіти, проектів і публікацій, маркетингу, адміністрування та бухгалтерії. Директором музею є Якуб Новаковський, його діяльність підтримується Наглядовою радою Великої Британії.

## Історія музею
Музей був заснований у квітні 2004 року Крісом Шварцем. Він був досвідченим фотографом, працював і подорожував по всьому світу, від Північної Ірландії до Японії, від Канади до Афганістану. За час своєї трудової діяльності співпрацював з багатьма організаціями та установами, в т.ч з Червоним Хрестом, Всесвітньою організацією охорони здоров’я та незліченними благодійними організаціями Великобританії. Був автором багатьох виставок і публікацій. У своїй творчості він зосереджувався насамперед на соціальних проблемах: фотографував бездомних, інвалідів, невиліковно хворих.
Шварц вперше приїхав до Польщі в 1981 році, щоб сфотографувати «Солідарність» . Після падіння комунізму він повернувся сюди, цікавлячись елементами єврейського минулого, які знаходив у містах і селах поблизу Кракова.
Його захоплення призвело до зустрічі з британським антропологом Джонатаном Веббером . Вони взялися за спільний проект «Слідами пам’яті». Професор Джонатан Веббер, тоді викладач Оксфорда, нині президент ЮНЕСКО юдаїки та міжконфесійних студій, раніше брав участь у польових дослідженнях у Польщі. Сам чи на чолі більших дослідницьких груп, мандруючи містом за містом і селом за селом, він збирав інформацію про реліквії єврейського минулого, які все ще можна знайти в Польщі. Результатом дослідження мала стати монографія під назвою "Сліди пам’яті: руїни єврейської цивілізації в польській Галичині" (планується видати Бібліотеку єврейської цивілізації Літмана). Під час пошуку фотографа для проекту Веббер зустрів Шварца. Після 10 років, присвячених проекту, з понад тисячею фотографій, Шварц вирішив заснувати Галицький єврейський музей, постійну галерею для своїх робіт.
У лютому 2004 року на автомобілі, завантаженому комп'ютерною та фототехнікою, Шварц приїхав до Польщі. За допомогою друзів він почав перебудовувати стару будівлю складу на Казімєжі, колишньому єврейському районі Кракова. Зареєстрував музей як громадську установу в Польщі та Великій Британії. Він попросив Джонатана Веббера очолити раду опікунів. За сім тижнів музей було відкрито.
Центральним центром музею стала виставка фотографій Шварца «Сліди пам'яті». Протягом наступних трьох років, завдяки багатьом іншим виставкам, насиченій програмі культурних заходів та освітніх заходів, і, перш за все, завдяки відданості свого засновника, Музей став ключовою установою, яка відродила інтерес до єврейської культури в Польщі.
Аж до своєї передчасної смерті у 2007 році Шварц інформував тисячі відвідувачів не лише про існування світу, знищеного Голокостом, але й про незліченні спроби зберегти пам’ять про цей світ у сучасній Польщі.
Після смерті Шварца музей пережив важкий період трансформації; однак, йому вдалося зберегти свій унікальний характер, водночас динамізувати свою діяльність. Щороку музей відвідують десятки тисяч людей з багатьох куточків світу, не лише єврейського походження, молодих і старих, і музей став частиною польсько-єврейського культурного ландшафту Кракова.
Останні роки свого життя Шварц присвятив фотографуванню та збереженню слідів єврейського життя, які ще можна знайти в польській Галичині. Завдяки своїй креативності та відкритості до світу він зміг об’єднати людей, давши їм можливість переосмислити історію та моральну відповідальність.

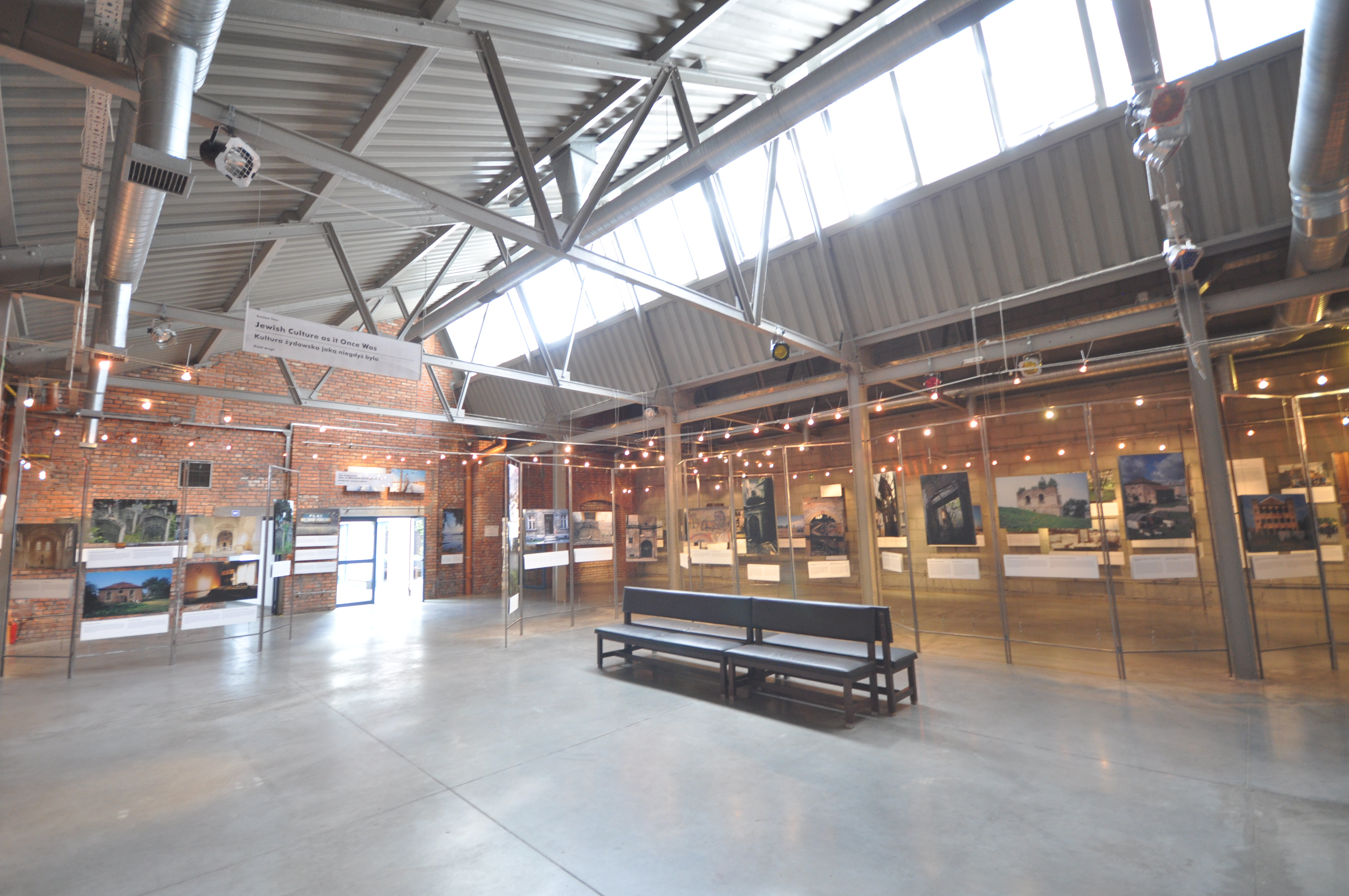
Всередині музею

## Виховна діяльність
Галицький єврейський музей проводить комплексну просвітницьку діяльність, надаючи знання про історію та культуру євреїв у доступній формі. Місія закладу – показати багату польсько-єврейську історію в ширшому контексті.
Комплексна освітня програма, призначена для учнів початкової, середньої та старшої школи, включає музейні уроки, лекції, майстер-класи, мистецькі заняття та освітні екскурсії. Музей пропонує освітні пакети, адаптовані до індивідуальних потреб кожної групи.
Відділ освіти розробляє навчальні матеріали та навчальні посібники, пов’язані з викладанням Голокосту та історії, релігії та культури євреїв, адресовані студентам і викладачам з Польщі та за кордоном.

## Дивись також
- Музей історії польських євреїв у Варшаві